# Laurent Humphrey
Laurent Humphrey , Lawrence Humphrey en anglais, est un théologien anglais né à Newport Pagnell, dans le comté de Buckinghamshire en 1527, et mort à Oxford le 1er février 1590.

## Biographie
Laurence Humphrey a commencé par étudier à l'université de Cambridge. En 1546 il est demy à Magdalen College, et fellow en 1548. Il est reçu bachelier ès arts en 1549, maître ès arts en 1552, bachelor of Divinity et doctor of Divinity en 1562. Il a été un des élèves de Pierre Martyr Vermigli quand il a été Regius Professor of Divinity à l'université d'Oxford, entre 1548 et 1553.
Après l'accession au trône de Marie Ire et la réintroduction du catholicisme en Angleterre, Humphrey a quitté l'Angleterre pour Zurich et Bâle. Là, il était en contact étroit avec John Jewel et John Parkhurst. En 1558, mort de la reine Marie Ire, Laurence Humphrey est revenu en Angleterre après l'accession au trône d'Élisabeth Ire. 
En 1560, il devint Regius Professor of Divinity à Oxford, il est recommandé par Matthew Parker, archevêque de Canterbury, comme président de Magdalen College. Les fellows refusent une première fois d'élire un candidat aussi marqué par la Réforme, mais il est choisi en 1561. Il va faire progressivement de Magdalen College un bastion du puritanisme. En 1570, Humphrey est installé doyen de Gloucester et en 1580 doyen de Winchester.